# İbrahim Kaş
İbrahim Kaş (Karabük, 20 de setembre de 1986) és un futbolista turc, que ocupa la posició de defensa.

## Trajectòria
Comença la seua carrera professional a les files del Beşiktaş JK. A la campanya 05/06 és cedit al Kocaelispor. De nou al Beşiktaş, és suplent durant les dues temporades següents.
La temporada campanya 08/09 marxa al Getafe CF, de la primera divisió espanyola. Només hi disputa set partits amb els madrilenys, i a la temporada següent retorna a les files Beşiktaş JK, en qualitat de cedit.

## Selecció
Kaş ha estat internacional amb Turquia en tres ocasions.